# Weiße Bö

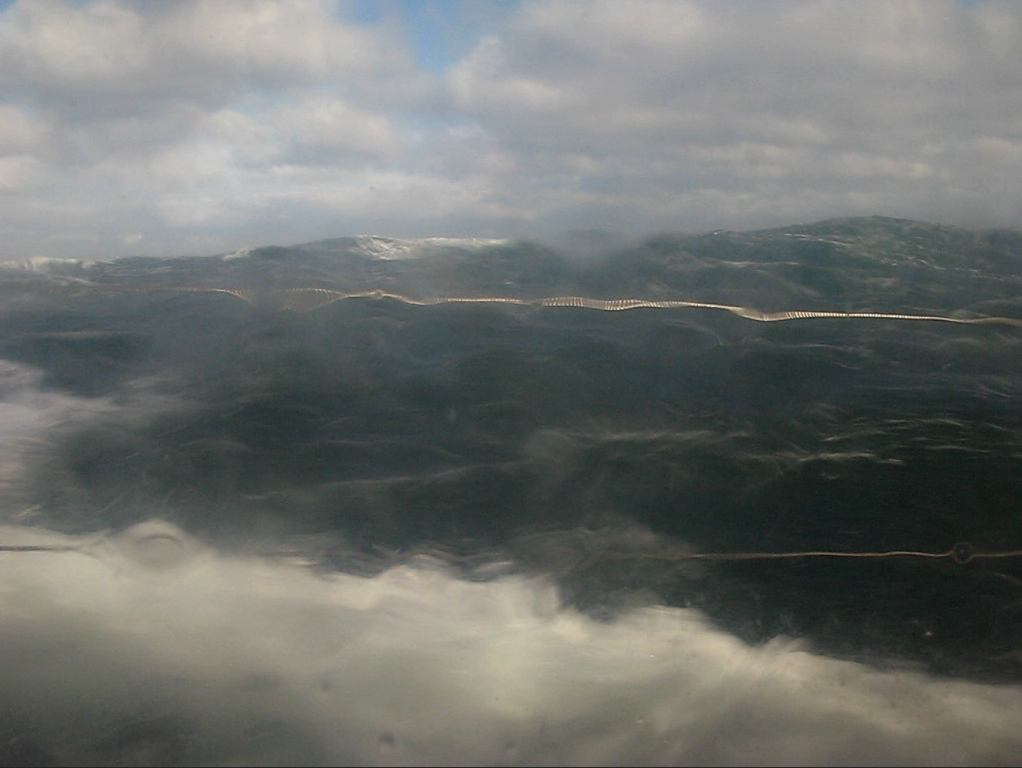
Eine Weiße Bö in der Magellanstraße am 25. Oktober 2009 (Einzelbild aus einem Video)

Eine Weiße Bö (englisch white squall) ist eine extrem starke, ohne Vorwarnung aufkommende Fallbö, die von Nebel oder heftigem Niederschlag begleitet werden kann. Das Geschehen dauert zwischen wenigen Sekunden bis maximal einigen zehn Minuten. Ohne die sonst üblichen Vorzeichen eines Sturms bildet die See in Folge der plötzlichen Windböen weiße Schaumkronen auf den Wellen, manchmal baut sich bei sonst klarem Himmel extrem schnell Nebel oder eine aufsteigende weiße Wolke auf, unter Umständen kann es auch zu Schnee kommen. Diese „weißen“ Begleiterscheinungen gaben dem Phänomen seinen Namen.
Die Ursache besteht wahrscheinlich in starken Veränderungen des Luftdrucks in Wolkenschichten der oberen Atmosphäre, die quasi eine stoßartige Luftlawine von Orkanstärke auslösen und zu extremen Turbulenzen, vergleichbar mit einem Hurrikan, bis auf Seeniveau führen.
Weiße Böen wurden ab dem 19. Jahrhundert in der Literatur bereits häufig beschrieben, jedoch wegen ihrer Seltenheit meist als Seemannsgarn abgetan und von vielen Seglern unterschätzt. Erst in jüngerer Zeit wurden Weiße Böen häufiger als Unglücksursachen anerkannt und näher erforscht.

## Gefahren
Weiße Böen auf hoher See sind ein seltenes, aber gefährliches und daher in der Seeschifffahrt gefürchtetes Wetterphänomen. Besonders hoch ist die Gefahr für Segelschiffe, da wegen der Plötzlichkeit eines solchen Ereignisses nur wenig Zeit für geeignete Schutzmaßnahmen bleibt.
Der Windjammersegler Daniel Parrott untersuchte einige der Unglücke und gab Hinweise, dass die Ursachen neben der Weißen Bö, die er nicht anzweifelt, auch in einer zu geringen Stabilität der Schiffe liegen könnten, die vor allem durch große Segelflächen beeinträchtigt gewesen sei. Möglicherweise hätten die Wirkungen der Böen bei höherer Stabilität abgewettert werden können.

## Ereignisse
- Das plötzliche und spurlose Verschwindens der deutschen Fünfmastbark Maria Rickmers nach Verlassen der Sundastraße am 24. Juli 1892 in den Indischen Ozean geht möglicherweise auf eine Weiße Bö zurück.
- Am 26. Juli 1932 sank das Segelschulschiff Niobe in der Ostsee vor der Insel Fehmarn in einer Weißen Bö.
- Am 2. Mai 1961 sank das Segelschulschiff Albatross auf der Fahrt von Mexiko nach Nassau auf den Bahamas, was zumindest teilweise einer Weißen Bö zugeschrieben wird und in White Squall – Reißende Strömung auf die Kinoleinwand kam. Dieses Unglück löste bei der US-Küstenwache eine Überprüfung der Bestimmungen über die Bauweise von Segelschulschiffen aus, die sich in einem Gesetzesbeschluss im Jahre 1982 niederschlug (Sailing School Vessels Act of 1982).
- Ein ähnliches Unglück ereilte den Rahschoner Pride of Baltimore, einen Nachbau eines historischen Baltimoreklippers, am 14. Mai 1986: Das Schiff sank 250 Seemeilen nördlich von Puerto Rico vermutlich infolge einer Weißen Bö.